# Klaus Sulzenbacher
Klaus Sulzenbacher, född 3 februari 1965 i Kitzbühel, Österrike,  är en österrikisk tidigare nordisk kombinationsutövare.
Mellan 1983 och 1991 vann han 14 världscupdeltävojgar, och totalcupen två gånger. Vid olympiska vinterspelen 1998 i Nagano tog han silver på 15 kilometer i den individuella tävlingen, och ingick i det österrikiska lag som tog brons i 3 x 10 kilometer lag. Vid 1991 i Val di Fiemme slutade han två på herrarnas individuella 15 kilometer, och ingick i det österrikiska lag som vann guld på 3 x 10 kilometer. Vid olympiska vinterspelen 1992 i Albertville, he tog han brons på 15 kilometer individuellt, samt ingick i det österrikiska lag som tog brons på 3 x 10 kilometer.
Klaus Sulzenbacher växte upp i Kitzbühel, som brukar räknas som Österrikes eget Mecka för alpin skidåkning. Efter skidåkningskarriären började han arbeta som psykoterapeut i Stams.